# Pilgrimens julsång

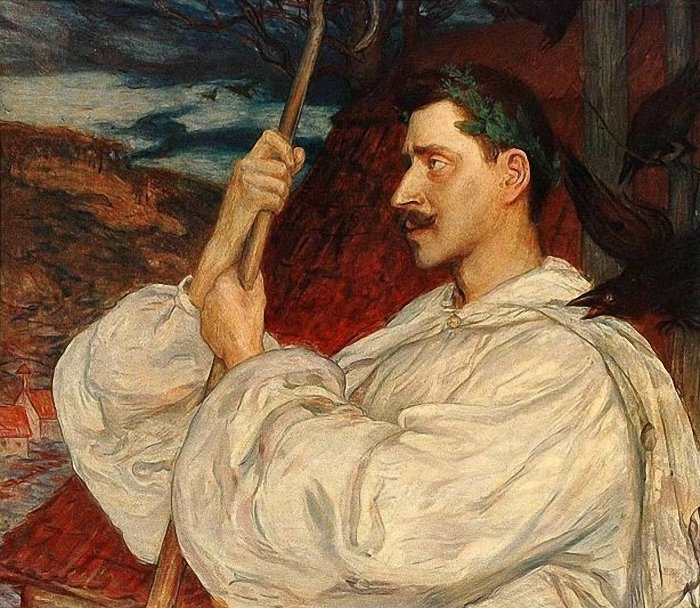
Verner von Heidenstam som Hans Alienus, målning av Hanna Pauli

Pilgrimens julsång är en dikt av den svenske författaren Verner von Heidenstam. Den ingår i romanen Hans Alienus från 1892. Dikten består av 13 stycken tioradiga strofer och handlar om en utlandssvensk som är på väg tillbaka till Sverige. Under en natt reflekterar han över den längtan efter antikens värld som fick honom att lämna landet, samt vad det är han återvänder till.
Enligt Heidenstam skrev han dikten i ett inspirerat rus. En första version trycktes 1891 i kalendern Svea, med den förklarande texten "ur Hans Alienus, ett ofullbordat arbete". Hans Alienus gavs ut 1892 och innehåller dikten i omarbetat skick. Den inleder romanens kapitel "Hemkomsten". Dikten ingår även i samlingen Dikter från 1895.
Enligt Kate Bang och Fredrik Böök fanns det i den första versionen ett uttryckligt avståndstagande från kristendomen, som diktjaget förknippar med ett asketiskt och oattraktivt sinnelag. Bang och Böök sammankopplar detta med den unge Heidenstam som identifierade sig i opposition till kristendomen och kallade sig "hundhedning" i brev till August Strindberg. I den slutgiltiga versionen av "Pilgrimens julsång" är udden istället riktad emot det praktiska samtidslivet, och diktjaget är mer av en undandragen grubblare. Enligt Bang och Böök markerar detta "en ny station" i Heidenstams rörelse mot den klassicism som han senare kom att anamma.
I Sven Stolpes bok om Heidenstam från 1980 beskrivs "Pilgrimens julsång" som "en av vår litteraturs mest grandiosa dikter" och "älskad av alla som över huvud läser svensk dikt".